# Kerninnovatie
Kerninnovatie is vernieuwing van binnen uit. Een van de belangrijkste kenmerken van kerninnovatie is dat de ingezette verandering, innovatie, vanuit een intrinsieke motivatie wordt aangestuurd (proactieve innovatie). Dit in tegenstelling tot, door externe factoren opgelegde, stimuleringen tot verandering (reactieve innovatie). Ingeslagen wegen vanuit de kerninnovatie zijn blijvend. Ze leiden naar nieuwe processen, producten, andere vormen van ondernemerschap. 